# Jiří Sulženko
Jiří Sulženko (* 13. července 1958 Pardubice) je český operní pěvec - basista.

## Život
Původně vystudoval na Pražské konzervatoři hru na kontrabas, na který hrál v orchestru Národního divadla v Praze. Poté absolvoval na stejné škole i studium zpěvu. Pěveckou kariéru zahájil v Moravském divadle v Olomouci a v Národním divadle v Brně. V letech 1991–2000 byl sólistou Národního divadla v Praze. V letech 2008-2012 byl sólistou opery Saarlandisches Staatstheater Saarbrücken. V sezóně 2012/2013 se vrátil do Národního divadla v Praze.

## Významné role
- Leporello (Don Giovanni),
- Papageno (Kouzelná flétna),
- Kecal (Prodaná nevěsta),
- Vodník (Rusalka),
- Zachariáš (Nabucco),
- Scarpia (Tosca),
- Bartolo (Lazebník sevillský),